# Cornélius a Lapide
Pour les articles homonymes, voir Lapide.
Compléments
Son commentaire de la Bible eut une influence durable dans les séminaires et la prédication post-tridentine
Cornélius a Lapide (en néerlandais: Cornelissen van den Steen), né le 18 décembre 1567 à Bocholt (Belgique) et décédé le 12 mars 1637 à Rome, est un prêtre jésuite belge, théologien et bibliste de renom. Son commentaire encyclopédique des livres de la Bible eut une grande influence dans les séminaires et l'homilétique catholique.

## Jeunesse et formation
D’origine paysanne, Cornélius fait cependant de bonnes études aux collèges jésuites de Maastricht et Cologne où il obtient sa maîtrise ès Arts en 1584. Il reçoit la tonsure et poursuit des études de théologie à Douai (France) et ensuite à Louvain où il est élève du célèbre Leonardus Lessius. C’est alors qu’il se décide à entrer dans la Compagnie de Jésus (à Tournai, le 11 juillet 1592) pour revenir ensuite poursuivre ses études de théologie à Louvain. Cornélius est ordonné prêtre le 24 décembre 1595.

## Premières années d'enseignement
En 1596 il est chargé de cours de philosophie et de théologie au théologat jésuite de Louvain, et dès l’année suivante il donne des cours d'Écritures saintes et d'Hébreu. Proche de la jeunesse il guide une Congrégation mariale et organise des pèlerinages à Scherpenheuvel, centre marial peu éloigné de Louvain. Lors des débats publics organisés à Anvers entre Catholiques et Protestants il est l'expert biblique catholique.

## Enseignement à Rome
À la demande de Mutio Vitelleschi, supérieur général des Jésuites, il quitte Louvain pour enseigner l'Écriture Sainte au collège Romain de Rome (1616). À Rome comme à Louvain la compagnie des étudiants sont pour lui un stimulant intellectuel. Il est un ami de son compatriote le saint Jean Berchmans, par ailleurs excellent étudiant. Sept ans plus tard (1623), à sa demande, il est déchargé de sa tâche de professeur pour pouvoir se consacrer entièrement à la rédaction d’un commentaire complet des livres de la Bible.

## Commentateur de laBible

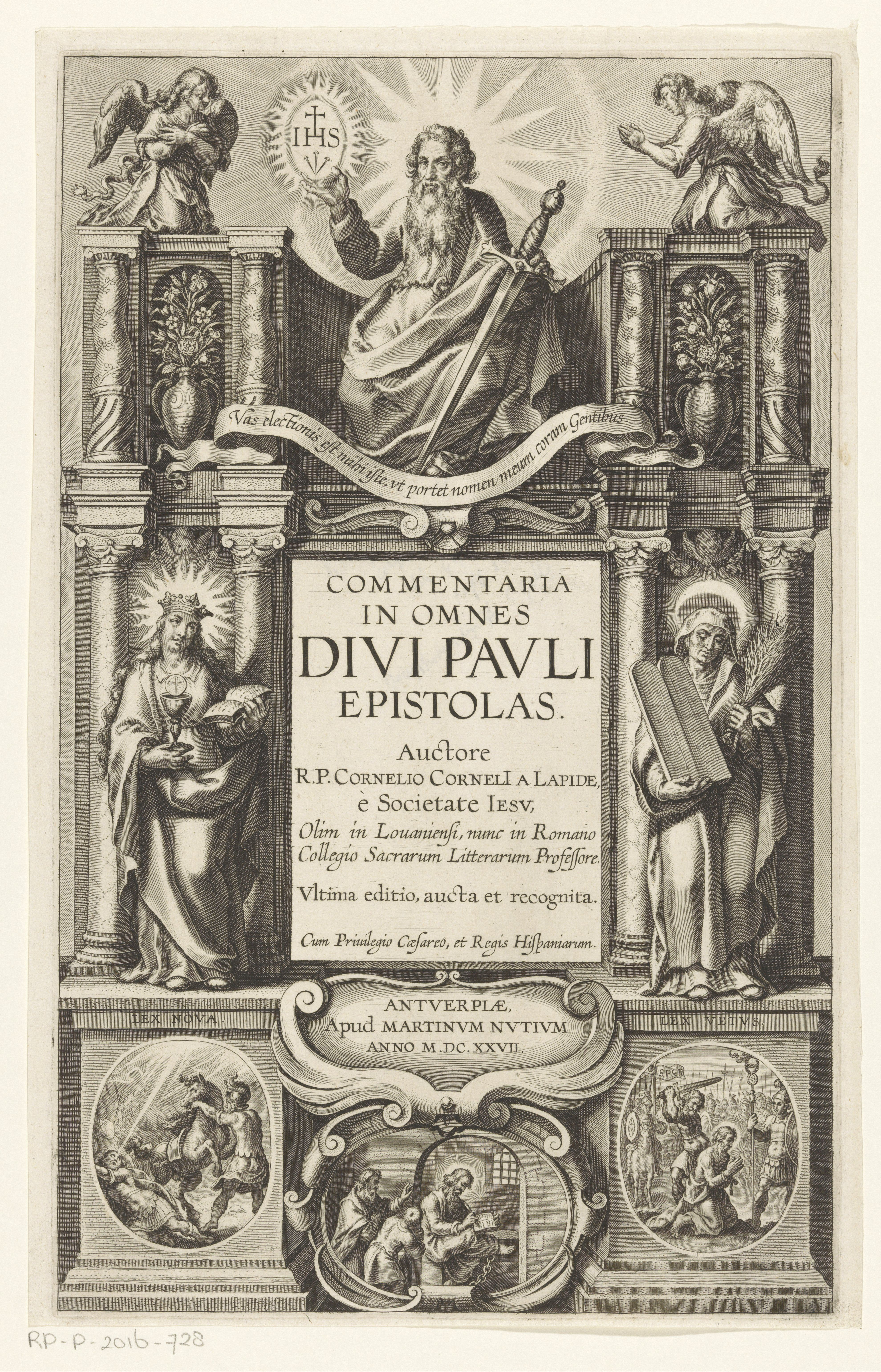
Cornelius a Lapide, Commentaria in omnes divi Pauli epistolas. Antwerpen: Nutius, Martinus (III), 1627.

Déjà en 1614 avant de quitter Louvain, Cornélius publie un commentaire des lettres de Saint Paul (publié à Anvers). Le vaste projet d’un commentaire encyclopédique des livres de la Bible n'est interrompu que par sa mort en 1637. Le travail est alors presque achevé: il ne lui reste que le livre de Job et les Psaumes. Cornélius n’est pas un exégète, mais bien un commentateur, s'inspirant d’ailleurs largement de ce qu'il trouve chez les Pères de l'Église qu’il cite abondamment. 
Le but de Cornélius est surtout d’aider les prédicateurs, en leur donnant un outil biblique moderne. Il contribue grandement à mettre en pratique ce que demande le concile de Trente: un retour catholique aux sources bibliques. Ses commentaires ont un grand succès et une influence durable dans les séminaires et l'homilétique catholique.

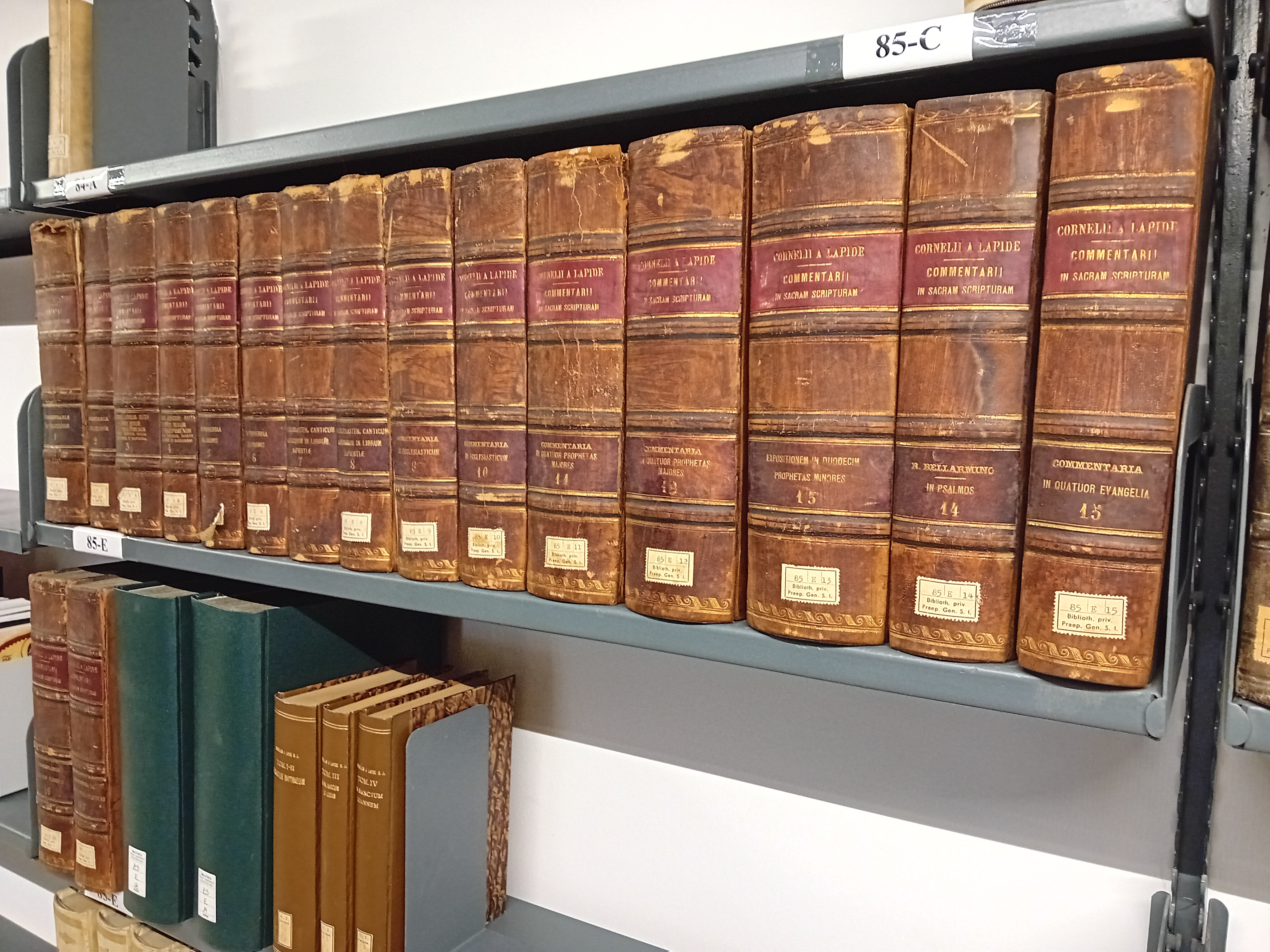
Les œuvres complètes de Cornelius a Lapide couvrent plus d'un rayon entier de bibliothèque

## Œuvres
- Commentaria in omnes D. Pauli Epistolas, Anvers, 1614.
- Commentaria in Pentateuchum Moysis, Anvers, 1616.
- Commentaria in Canticum canticorum et Librum Sapientiae, Anvers, 1638.
- Commentaria in Quattuor Evangelia, (2 vol.), Lyon, 1638, puis, Anvers, 1639.
- Commentarius in Josue,Judicum,Ruth,IV Libros Regum et II Paralipomenon (2 vol.) Anvers, 1639.
- Commentarius in Esdram, Nehemiam, Tobiam, Judith, Esther,et Machabæos Antverpiæ Apud Joannem & Jacobum Meursios, 1645.
- Commentaria in Acta Apostolorum, Epistolas Canonicas et Apocalypsin Parisiis 1648